# Irvin Yalom
Irvin David Yalom (* 13. června 1931, Washington) je americký psychiatr, psychoterapeut a spisovatel. Profesor psychiatrie na Stanfordově univerzitě. Je představitelem tzv. existenciální psychoterapie. Krom knih o ní napsal i řadu beletristických bestsellerů.
Podle Yaloma je lidský život vymezen čtyřmi skutečnostmi, na něž člověk musí nevyhnutelně reagovat: izolací od druhých lidí, nesmyslností, smrtelností a svobodou. Způsoby reakce jsou buď funkční, tehdy je člověk psychicky zdravý, nebo dysfunkční, tehdy je tzv. psychicky nemocný.
V psychoterapeutické praxi proslul zcela originálním vztahem s pacienty. Tento vztah je také jeho základním inspiračním zdrojem v beletrii, ba je často i součástí jeho literárních experimentů - jeho prozaická prvotina Everyday Gets a Little Closer (Každý den o trochu blíž) vznikla tak, že vyzval svou pacientku, aby o terapii psala knihu, sám psal souběžně vlastní pohled na průběh léčení, a pak texty spojil a vydal jako jednu knihu.
Jeho nejslavnějším románem je zřejmě When Nietzsche Wept (Když Nietzsche plakal), který pojednává o vztahu Friedricha Nietzscheho k psychoanalytičce Lou Andreas-Salomé a atmosféře Vídně přelomu století, v níž vznikla psychoanalýza, tedy první moderní psychoterapeutická škola vůbec. Román, jehož hrdiny jsou i jiné známé osobnosti (Freud, Breuer, Bertha Pappenheim), byl i zfilmován. Po celém světě se ho prodaly 2 miliony výtisků.
20. listopadu 2019 zemřela Irvinova první manželka Marilyn. 11. ledna 2024 se podruhé oženil. Jeho manželkou se stala Sakino Mathilde Sternberg.

### Próza
- Every Day Gets a Little Closer (1974)
- Love's Executioner and Other Tales of Psychotherapy (1989)
- Momma and the Meaning of Life (1999)
- When Nietzsche Wept (1992)
- Lying on the Couch (1996)
- Yalom Reader (1996)
- The Schopenhauer Cure (2005)
- I'm calling the police! A Tale of Regression and Recovery (2005)
- The Spinoza Problem (2012)

### Psychologické práce
- The Theory and Practice of Group Psychotherapy (1970)
- Existential Psychotherapy (1980)
- Inpatient Group Psychotherapy (1983)
- The Gift of Therapy: An Open Letter to a New Generation of Therapists and Their Patients (2001)
- Staring at the Sun: Overcoming the Terror of Death (2008)

### České překlady
- Teorie a praxe skupinové psychoterapie, Praha, Konfrontace 2001 a Portál 2007 a 2021. ISBN 978-80-262-1848-7
- Máma a smysl života, Praha, Portál 2002 a 2014. ISBN 978-80-262-0642-2
- Když Nietzsche plakal, Praha, Portál 2003 a 2014. ISBN 978-80-262-0641-5
- Láska a její kat, Praha, Portál 2004 a 2010. ISBN 978-80-7367-811-1
- Každý den o trochu blíž, Praha, Portál 2005 a 2014. ISBN 978-80-262-0739-9
- Lži na pohovce, Praha, Portál 2006 a 2016. ISBN 978-80-262-1153-2
- Existenciální psychoterapie, Praha, Portál 2006 a 2020. ISBN 978-80-262-1587-5
- Léčba Schopenhauerem, Praha, Portál 2010 a 2014. ISBN 978-80-262-0684-2
- Problém Spinoza, Praha, Portál 2012. ISBN 978-80-262-0167-0
- Pohled do slunce. O překonávání strachu ze smrti, Praha, Portál 2012 a 2014. ISBN 978-80-262-0740-5
- Chvála psychoterapie, Praha, Portál 2012. ISBN 978-80-262-0210-3
- Hovory k sobě, Praha, Portál 2015. ISBN 978-80-262-0919-5
- Stávám se sám sebou, Praha, Portál 2018. ISBN 978-80-262-1382-6
- O smrti a životě, Praha, Portál 2022. ISBN 978-80-262-1883-8